# Ekstra Nena
Snežana Berić (Beograd, 1960) jugoslovensko-srpska je pop pevačica, poznata pod umetničkim imenom Ekstra Nena (енгл. Extra Nena).

## Karijera
Muzičko obrazovanje stekla je u klasi solo-pevanja u muzičkoj školi „Slavenski“ u Beogradu.
Zahvaljujući neobičnoj boji i opsegu glasa, ova umetnica uspešno se ogledala u različitim muzičkim žanrovima izvodeći koncertni repertoar na nekoliko svetskih jezika.
Snimila je jedanaest albuma, a zapažen uspeh postigla je na reprezentativnom nastupu na Pesmi Evrovizije u Švedskoj 1992. godine. 
Ostvarila je niz dramskih uloga na televiziji i u pozorištu (predstava „Arizani“ u Pozorištu na Terazijama, mjuzikl „Zaljubljena žena“ u Sava Centru 2008. godine).
Dobitnik je zlatne značke Kulturno prosvetne zajednice Srbije, i učesnik mnogobrojnih humanitarnih akcija u zemlji i širom dijaspore.
Objavila je tri knjige bajki i pesama: „Zaljubljena tetka“, „Put do srca“ i „Ne zaboravi me“.
Diplomirala je na Akademiji umetnosti u Beogradu na temu Muzika u dramskom teatru-kompozitor Zoran Hristić, magistrirala je na temu Rebrendiranje Beogradske filharmonije na Fakultetu za kulturu i medije na Univerzitetu Megatrend u Beogradu, gde radi kao asistent. Autor je više naučnih radova, prezentovanih i objavljenih na naučnim skupovima u zemlji i inostranstvu, iz oblasti marketing menadžmenta u kulturi i umetnosti.
Živi u Beogradu.

## Privatni život
Ekstra Nena je 2009. godine sklopila brak sa bivšim direktorom Infrastruktura Železnica Srbije Miroljubom Jevtićem, nakon samo osam dana veze. Razveli su se 2010.

## Festivali
Beogradsko proleće:
- Sad volim Beograd i Adu (Veče gradske pesme), '87
- Hiljade sveća gasim, '91
- Sve zbog tebe (Veče pop muzike), '92
- Iluzije (Veče gradske pesme), '92
- Bolujem ja (Veče starogradskih pesama), '94
- Kasno je, srce (Veče gradskih pesama i romanse), '98
- Pismo (Veče gradskih pesama i romanse), 2000
- Priča o meni, treća nagrada publike i nagrada za tekst, 2024

Raspevana Šumadija, Kraljevo:
- Žališ što me nema, '88

MESAM:
- Nek' se peva, igra, '88
- Umiru za mnom, '89
- Odlazim zauvek, '90
- Ovo je istina prava, druga nagrada publike, '91

Hit parada, Beograd:
- Za jednog čoveka, '90

Jugoslovenski izbor za Evrosong, Beograd:
- Ljubim te pesmama, pobednička pesma, '92

Evrosong:
- Ljubim te pesmama, 13. mesto, '92

Pjesma Mediterana, Budva:
- Moj golube, treća nagrada festivala, '92
- Odlazim (Kategorija: Mediteranska pesma), pobednička pesma, '97
- Samo jedno reci mi, 2008
- Kreni, 2009
- Crveni tepih, 2010

Festival muzike Valjevo:
- Moj golube, pobednička pesma, '92

Sunčane skale, Herceg Novi:
- Prodavačica ljubavi, '97
- To je ljubav, '98

Златният Орфей, Bugarska:
- Moj golube, '97

Banja Luka:
- K'o živa vatra (Veče zabavne muzike), druga nagrada festivala, '99
- Nikad' više (Veče gradskih pesama i romanse), 2000

Festival vojničkih pesama i koračnica, Beograd:
- Zemljo moja, gorda ptico, 2000

Zlatna tamburica, Novi Sad:
- Tamburaš stari, 2002

Beovizija:
- Čovek kog sam znala, 2003
- More ljubavi, 2004
- Još ti čujem glas, 2019

Evropesma / Evropjesma:
- More ljubavi, 2004

Radijski festival, Srbija:
- Avanturista, 2005
- Nije ti suđeno (duet sa Zoranom Pavić), 2006

Folk fest Valandovo:
- Laži me, 2003

Vojvođanske zlatne žice, Novi Sad:
- Daljina, 2004
- Za tebe ću noćas u crvenom biti, 2006
- Čergarska seta, 2007

Sabor narodne muzike Srbije, Beograd:
- Skadarlija (Veče starogradskih pesama i romansi), 2024

## Diskografija
- 1985 — Luckasta devojčica
- 1988 — Tvoje usne kao vino
- 1989 — Za jednog čoveka
- 1991 — Ti si bog za mene
- 1992 — Pokreni se
- 1996 — Gorko ćeš plakati
- 1995 — Jasu Srbijo
- 1998 — A sve je drukčije moglo
- 2001 — Ima dana
- 2007 — Samo tvoja
- 2019 — Marioneta

## Nagrade
- Estradno-muzička nagrada Srbije, 2016.
- Povelja za izuzetan doprinos razvoju estradno-muzičke delatnosti, 2016.

## Spoljašnje veze
- Zvanični veb-sajt
- Ekstra Nena na sajtu  (jezik: engleski)
- Ekstra Nena na veb-sajtu  (jezik: engleski)
- Ekstra Nena: Naši problemi su higijena, samopoštovanje i predrasude („Večernje novosti”, 2. januar 2018)